# Desa Manikliyu
Desa Manikliyu är en administrativ by i Indonesien.   Den ligger i provinsen Provinsi Bali, i den sydvästra delen av landet, 1 000 km öster om huvudstaden Jakarta. Desa Manikliyu ligger på ön Bali.